# جابوري سيديبي
جابوري سيديبي (بالإنجليزية: Gabourey Sidibe)‏ هي ممثلة أمريكية (من مواليد 6 يونيو 1983 ) بدأت مسيرتها الفنية عام 2009 بفيلم ثمينة، والذي ترشحت بسببه لجائزة الأوسكار لأفضل ممثلة. من 2010 إلى 2013، كانت ممثلة رئيسية في مسلسل The Big C. في 2013 أيضاً شاركت بمسلسل قصة رعب أمريكية.

## الأعمال
- Precious في 2009
- Tower Heist في 2011
- Seven Psychopaths في 2012
- White Bird in a Blizzard في 2014
- The Big C (مسلسل 2010-2013)
- American Horror Story (مسلسل 2013-2014)

## روابط خارجية
- جابوري سيديبي على موقع IMDb (الإنجليزية)
- جابوري سيديبي على موقع روتن توميتوز (الإنجليزية)
- جابوري سيديبي على موقع ألو سيني (الفرنسية)
- جابوري سيديبي على موقع تيرنر كلاسيك موفيز (الإنجليزية)
- جابوري سيديبي على موقع أول موفي (الإنجليزية)
- جابوري سيديبي على موقع بوكس أوفيس موجو (الإنجليزية)
- جابوري سيديبي على موقع قاعدة بيانات الأفلام السويدية (السويدية)
- جابوري سيديبي على موقع إن إن دي بي (الإنجليزية)
- جابوري سيديبي على موقع قاعدة بيانات الفيلم (الإنجليزية)
- جابوري سيديبي على موقع كينوبويسك (الروسية)